# Ranolazin
Ranolazin (Handelsname Ranexa®; Hersteller Berlin-Chemie resp. Menarini) ist ein antianginöser Arzneistoff aus der Gruppe der Piperazinderivate, der zur Zusatzbehandlung der stabilen Angina pectoris eingesetzt wird. Ranolazin wirkt über eine Absenkung der Natrium- und Calciumüberlast gegen die Minderdurchblutung des Herzmuskels.

## Klinische Angaben

### Zugelassene Anwendungsgebiete
Ranolazin ist zur Linderung von Brustschmerzen bei unzureichender Blutversorgung des Herzens (stabile Angina pectoris) zugelassen. Es darf nur zusätzlich zu einer bestehenden Behandlung von solchen Patienten eingesetzt werden, deren Erkrankung durch andere Arzneimittel, wie Betablocker oder Calciumantagonisten, nicht ausreichend kontrolliert ist, oder bei Patienten, die diese Arzneimittel nicht vertragen.

### Unerwünschte Wirkungen
Die folgenden unerwünschten Wirkungen wurden häufig während einer Behandlung mit Ranolazin beobachtet: Kopfschmerzen, Müdigkeit, Schwindel, Verstopfung und Schwächegefühl.

### Wechselwirkungen mit anderen Stoffen
Ranolazin wird vorwiegend über das Cytochrom P450 3A4 und das Cytochrom P450 2D6 verstoffwechselt. Ebenso wirkt es als Hemmstoff auf das Cytochrom P450 3A4 und das P-Glykoprotein. Über diesen Stoffwechselweg sind zahlreiche Wechselwirkungen bekannt. Ebenso kann Ranolazin die QT-Zeit verlängern und sollte nicht zusammen mit Medikamenten eingesetzt werden, die ihrerseits selbst die QT-Zeit verlängern. Der Apotheker muss daher bei jeder Abgabe von Ranolazin eine Patienten-Informationskarte (PIK) mit Risikohinweisen aushändigen.

## Pharmakologische Eigenschaften

### Wirkmechanismus
Es wird angenommen, dass Ranolazin den Einstrom von Natriumionen in die Herzmuskelzellen vermindert. Dies wiederum soll die Aktivität von natriumabhängigen Natrium-Calcium-Austauschern erhöhen. Damit sinkt die Zahl der einströmenden Calciumionen ab. Calciumionen sind für die Kontraktion des Herzmuskels notwendig. Ranolazin trägt durch eine Verminderung des Calciumeinstroms zur Entspannung des Herzmuskels in der Diastole bei, dadurch wird die Blutzufuhr für den Herzmuskel verbessert und somit die Angina-pectoris-Beschwerden gelindert.

## Chemische Informationen
Ranolazin enthält ein Stereozentrum und ist damit ein chiraler Stoff. Es gibt zwei Enantiomere des Ranolazins, die (R)-Form und die (S)-Form. Der Arzneistoff ist ein 1:1-Gemisch (Racemat) der Enantiomere. Beide Enantiomere sind pharmakologisch aktiv.

## Kritik
Die Europäische Arzneimittelagentur stellt fest, dass die Wirksamkeit von Ranexa bei der Verbesserung der Symptome von Patienten mit stabiler Angina pectoris mäßig ist, dass es jedoch bei Patienten, die auf andere Arzneimittel nicht vollständig angesprochen haben, von Nutzen sein kann. Die Prognose der Koronaren Herzkrankheit wird nach der randomisierten Studie MERLIN-TIMI 36 mit 6500 Patienten mit akutem Koronarsyndrom nicht signifikant verbessert. Das arznei-telegramm erachtet die Nutzen-Schaden-Bilanz von Ranolazin beim derzeitigen Kenntnisstand als negativ. In einer im Januar 2016 in The Lancet veröffentlichten Studie wirkt Ranolazin bei über 2600 Studienteilnehmern nach Koronarangioplastie nicht verbessernd auf die Prognose bezüglich erneuter koronarer Durchblutungsstörung oder erneuter Einweisung in ein Krankenhaus.

## Geschichtliches
Ranolazin wurde 1987 erstmals in der zugänglichen Literatur beschrieben. Es wurde zunächst bei Syntex (heute Bestandteil von Roche) entwickelt und 1996 an die Firma CV Therapeutics auslizenziert.
2006 erfolgte in den USA die Erstzulassung als Arzneimittel. Dort wurde Ranolazin durch die Firma CV Therapeutics unter dem Warenzeichen Ranexa in den Handel gebracht. Die EU-Zulassung wurde Mitte 2008 unter dem Handelsnamen Latixa erteilt. Wenige Wochen später wurde der Handelsname auch für die EU auf Ranexa umgestellt. In der Schweiz ist Ranolazin seit April 2010 zugelassen.
Ranolazin wird in der EU durch die italienische Firma Menarini, in Deutschland durch deren Tochterfirma Berlin-Chemie vertrieben.